# Romina Pourmokhtari
Romina Pourmokhtari, née le 12 novembre 1995 à Sundbyberg (Suède), est une femme politique suédoise. Membre des Libéraux (L), elle est ministre de l'Environnement et du Climat au sein du gouvernement Kristersson depuis octobre 2022.

## Biographie
Elle est la fille unique de deux réfugiés iraniens, et grandit à Sundbyberg, dans une banlieue délaissée du nord-ouest de Stockholm, où l’école est pour elle le seul moyen de s’en sortir.

## Carrière politique

### Présidente des jeunes libéraux
Romina Pourmokhtari rejoint l'Association de la jeunesse libérale (LUF) en 2013. Elle devient vice-présidente de l'association de 2018 à 2019, puis présidente, lorsqu'elle succéde à Joar Forssell lors de son congrès à Västerås le 17 août 2019,. Elle est admise au conseil d'administration du parti des Libéraux.
Elle est principalement impliquée dans les questions politiques concernant l'éducation, l'intégration et le féminisme.
Durant son mandat de présidente, Romina Pourmokhtari soutient que la conscription devait être remplacée par une défense professionnelle et que Les Libéraux devait maintenir sa politique migratoire libérale.
Elle est également impliquée dans RFSU, l'association nationale pour l'éducation sexuelle, où elle est membre du conseil d'administration de l'association depuis le 15 juin 2021.

### Députée au Riksdag
En janvier 2022, Romina Pourmokhtari est nommée femme politique la plus puissante de Suède de moins de 30 ans par Expressen. Elle publie également un livre autobiographique la même année, intitulé Chicken nuggets på krita (« Chicken nuggets à crédit », non traduit).
Lors des élections législatives suédoises de 2022, Romina Pourmokhtari est candidate pour Les Libéraux dans les circonscriptions du comté de Stockholm et de la municipalité de Stockholm. Elle est classée 6e sur les deux listes et est élue. Lors de l'élection, elle a reçu 1 762 votes personnels.
Le 14 septembre 2022, trois jours après son élection, Romina Pourmokhtari annonce qu'elle quittera ses fonctions de présidente de l'Association de la jeunesse libérale au congrès de novembre,.

### Ministre de l'Environnement et du Climat
Le 18 octobre 2022, Romina Pourmokhtari est nommée ministre du Climat et de l'Environnement dans le nouveau gouvernement  Kristersson, en dépit de sa promesse antérieure de ne jamais participer à un gouvernement formé grâce au soutien de l’extrême droite. Sa nomination étonne également du fait de son absence d'expérience dans le domaine de l’environnement ou du climat. Elle est la plus jeune ministre de l'histoire de la Suède, à 26 ans.
Les marges de manœuvre du ministère de l’Environnement ont été réduites par le Premier ministre Ulf Kristersson, qui lui a retiré son indépendance pour le placer sous la tutelle du ministère de l’Énergie et de l’Industrie, dirigé par Ebba Busch, jugée peu sensible aux problématiques environnementales.